# Софіївська вулиця (Харків)
Софіївська вулиця — вулиця у Харкові, у Шевченківському районі, в історичній місцевості Павлівка. Йде від Херсонської вулиці на північ і закінчується, перетнувши вулицю Семена Кузнеця. Відома від 1916 року, раніше називалась Повітовою.

## Розташування
Вулиця починається від Херсонської вулиці й іде на північ. Перетинає вулиці Лопанську, Павлівську, Семикінську, Близнюківську. Далі на Софіївській вулиці закінчуються Весела вулиця і тротуар, який є продовженням Авіахімічної вулиці. Далі на північ Софіївська вулиця перетинає вулицю Семена Кузнеця і невдовзі після цього закінчується глухим кутом.
Вулиця забудована приватними будинками на початку й у кінці й багатоповерховими будинками на ділянці від Семикінської вулиці до вулиці Семена Кузнеця.

## Історія
Вулиця наявну у вказівнику до плану Харкова 1916 року, де вона вказана як Повітова (рос. Уездная). Пізніше отримала назву Софіївська.